# 津波救命艇
津波救命艇（つなみきゅうめいてい）とは、船舶に搭載される救命艇の技術を応用した、津波から身を守る小型ボート型の避難設備のことである。

## 概要

### 開発経緯
津波救命艇は、2011年（平成23年）3月11日に発生した東北地方太平洋沖地震による災害（東日本大震災）を契機として、今後想定される大地震に備え津波から身を守るための対策の一つとして、2013年（平成25年）6月に国土交通省四国運輸局により策定された「津波救命艇ガイドライン」を受け、開発されたものである。

### 設置場所の例
津波から身を守る手段としては高台やビルなどの高所への迅速な避難が基本であるが、津波救命艇は、近隣に避難場所がないなど、速やかな避難が困難なケースに対応できるものである。津波救命艇の設置場所として、近くに避難場所がない避難困難地域や、避難に支援が必要な老人福祉施設、保育園等が有効として考えられている。

### 避難方法
大地震が発生した場合に、津波が来る前に津波救命艇へ乗り込むことにより、艇ごと浮いて逃げることが可能なものとなっている。津波救命艇は、津波の高さにかかわらず、避難を可能とする手段の一つである。

### 機能
津波救命艇には、転覆しても元に戻る「復原性」や浸水しても沈まない「不沈性」、建物・浮遊物に衝突しても艇内避難者の安全を保つ「耐衝撃性」を有しているものもある。
津波が引くと、基本的に地面に着地して避難することを想定しているが、たとえ海に流されたとしても救助まで艇内で避難生活ができるようにトイレや食料を装備しているものもある。また、現在位置等を発信するための通信設備を搭載しているものもある。

## 津波救命艇ガイドライン
津波救命艇ガイドラインは、法令に基づかない任意のガイドラインとして、大型の船舶等に備え付けが義務づけられている船舶用救命艇の技術を応用した津波救命艇に関し、備えるべき機能要件、試験・評価方法、運用方法等についてとりまとめられたものである。
津波救命艇ガイドラインは、その要件等に適合する安全性、信頼性の高い津波救命艇を公表することにより、国民が適正な津波救命艇を選択できる環境を整え、円滑な普及に資することを目的としている。

### ガイドライン策定の経緯
現在の津波救命艇ガイドラインは、東日本大震災時の津波発生を契機に2012年（平成24年）2月に国土交通省四国運輸局に設置された有識者による「津波対応型救命艇に関する検討会」での審議等を踏まえて取り纏められた「津波救命艇ガイドライン（2013年（平成25年）6月四国運輸局）」を踏襲する形で、今後の全国への普及展開を見越して2014年（平成26年）9月、国土交通省海事局において新たな「津波救命艇ガイドライン」として策定されたものである。その後、津波救命艇の維持・管理等に関する事項が2017年（平成29年）7月に追記・改正されている。

### 機能要件
津波救命艇が満たすべき機能要件として、津波救命艇ガイドラインには、概略次の内容が規定されている。
1. 強度要件、許容加速度
  - 毎秒10メートルでの正面衝突、毎秒5メートルでの側面衝突においても形状を維持し、強度を損なわないこと。
  - 毎秒10メートルでの正面衝突時に本体に作用する最大加速度が15G以下であること。
  - 衝突時、搭乗者に作用するHPC（頭部性能基準[注釈 1]）が1,000以下であること。
2. 不沈性及び復原性
  - 定員及び装備品をすべて載せた状態で、通常時及び内部に浸水した場合において、沈まず、十分な復原性を有していること[注釈 2]。
3. 漂流時の姿勢保持
  - 漂流時の横揺れ等による避難者等への影響を軽減するため、船体形状、付加物の設置等の設計上の配慮を行うこと。
4. 居住性
  - 避難者が一般人であること、災害時であること、閉鎖空間であること等による避難者の心理状況を考慮し、内部空間の大きさ及び色彩、座席等の内装品についての設計上の配慮をすること。
5. 避難者保護措置等
  - 漂流時、衝突時等に、避難者の負傷を最小限にするよう内装に適切な保護措置を施すこと。
6. 固定装置及び装備品
  - 出入口、採光窓、トイレ、照明器具、行動指導書等の固定装置を設けること。
  - 救助までの期間を7日間と想定し、発煙筒、生存指導書、応急医療具、船酔い薬、保温具等の装備品を搭載すること。
7. 通信設備
  - 有事の際、自身の現在位置等を発信するため、EPIRB等の通信設備を搭載できる設計とすること。
8. 本体の色、表示項目
  - 漂流中、早期発見・救助のため、艇体を見やすい色とし、識別番号等を表示すること。
9. 設置架台等
  - 設置架台、搭乗設備が、台風等による強風、津波に先立つ地震等により移動、転倒、破損等することがないように設計すること。
10. その他
  - 本体の材料に強化プラスチック（FRP）、浮力材を使用する場合は、船舶救命設備規則[注釈 3]第9条の全閉囲型救命艇の材料及び浮力材の基準に適合すること。
  - 40年以上の継続使用を想定した維持管理のためのマニュアルを作成し、利用者に供与すること。

### 製造者の品質管理体制
津波救命艇を製造する者は、原則としてISO9001認証を取得していること、又は、同等の品質管理体制を有することとされている。

### 維持管理方法等
津波救命艇ガイドラインには、津波救命艇の設置、避難方法、維持・管理方法等が規定されている。
津波救命艇の使用者は、津波による漂流時における救助までの期間を想定し、艇の初期導入時に、搭載する食料、水などを選定のうえ搭載することとされている。ガイドラインでは、救助までの期間を7日間とした想定で、飲料水、非常食、携帯カイロ、予備乾電池、携帯電話充電器等の搭載品の例が示されている。

### 適合性の確認、公表
津波救命艇は、このガイドラインに規定される機能要件等への適合性について、第三者機関による評価を受けることができ、これにより一定の安全性が確保されていることが確認できるものとなっている。このガイドラインの機能要件を満たすことについての評価を受けた津波救命艇に関する情報が、国土交通省のホームページで公表されている。また、各地に設置された津波救命艇に関する情報についても、国土交通省ホームページで公表されている。
なお、特殊な地理的状況や災害時に遭遇する状況によっては、想定外の津波災害も否定できないため、第三者機関による評価は、すべての津波外力に対する安全性の確保について示せるものではないことに留意する必要がある。